# Dalea galbina
Dalea galbina är en ärtväxtart som först beskrevs av James Francis Macbride, och fick sitt nu gällande namn av James Francis Macbride. Dalea galbina ingår i släktet Dalea, och familjen ärtväxter. Inga underarter finns listade i Catalogue of Life.